# Joslyn (Vorname)
Joslyn ist ein weiblicher Vorname.

## Herkunft und Bedeutung
Der Name ist die moderne englische Variante von Jocelyn.
Varianten sind unter anderem Jocelin, Joselyn, Jocelin, Josceline, Josslyn und Joss.

## Bekannte Namensträgerinnen
- Joslyn Barnes, Filmproduzentin, Drehbuchautorin und Regisseurin
- Joslyn Hoyte-Smith (* 1954), britische Leichtathletin